# Сивиркин, Дмитрий Вадимович
Дмитрий Вадимович Сивиркин (род. 5 сентября 1962, Куйбышев) — российский журналист и политический деятель. Депутат Самарской Губернской думы (1997—2016), депутат Государственной Думы четвёртого созыва (2006—2007), русский поэт.

## Биография
В 1985 году окончил Куйбышевский авиационный институт, по распределению до 1987 года работал инженером на заводе имени Масленникова.
В 1987—1992 год — заместитель редактора областной газеты Волжская коммуна. В 1995—2006 год – директор издательства «Самарский Дом печати».
В 1997—2016 год – депутат Самарской Губернской Думы второго, третьего, четвёртого, пятого созывов от Октябрьского избирательного округа № 4. Председатель комитета по законодательству губдумы. В 1998—2000 гг. председатель самарского регионального отделения ОПОО партии «Отечество» в 2000—2004 гг. секретарь самарского регионального политсовета «Единая Россия». Лидер общественного движения «Самара Православная».
С 19 сентября 2006 по март 2007 года — депутат Государственной думы (ГД) Федерального Собрания РФ четвёртого созыва по общефедеральному списку избирательного объединения «Единая Россия», член Комитета ГД по делам общественных объединений и религиозных организаций. Мандат получил после смерти Юрия Назмеева.
11 марта 2007 года был избран депутатом Самарской губернской думы четвёртого созыва от Октябрьского избирательного округа № 4, в связи с чем сложил с себя полномочия депутата ГД; мандат депутата перешёл Владимиру Быкову.
В 2011–2016 гг. – депутат Самарской губернской думы пятого созыва.
С 2016 г. – советник митрополита Самарского и Новокуйбышевского Сергия.
Являлся делегатом от мирян Самарской епархии на Поместный собор Русской православной церкви (2009), где участвовал в избрании патриарха Московского и всея Руси Кирилла.

## Награды
2001 г. – Орден Русской Православной Церкви преподобного Сергия Радонежского;
2003 г. – Серебряный знак Святителя Алексия, Митрополита Московского и всея России Чудотворца;
2004 г. – Орден Русской Православной Церкви Святого Благоверного князя Даниила Московского. Почетный знак Самарской Губернской Думы «За заслуги в законотворчестве»;
2006 г. – Знак отличия «Парламент России»;
2009 г. – Почетная грамота Самарской Губернской Думы;
2011 г. – Орден Русской Православной Церкви преподобного Серафима Саровского;
2012 г. – Почетный знак Самарской Губернской Думы «За служение закону»;
2013 – Медаль «Юбилей всенародного подвига. 1613–2013»;
2014 г. – Почетная грамота Губернатора Самарской области;
2015 г. – Благодарность Председателя Государственной Думы Федерального Собрания Российской Федерации. Патриаршая медаль Святого Равноапостольного князя Владимира.

## Правнук священномученика
Дмитрий Сивиркин является прямым потомком священномученика Константина Сухова (1867–1918), официально канонизированного 17 июля 2001 года на заседании Священного Синода Русской Православной Церкви. На его средства был возведен храм в селе Подгоры Самарской области, освященный в честь священномученика Константина 22 октября 2007 года архиепископом Самарским и Сызранским Сергием. 22 октября 2018 года, в день 100-летия расстрела Константина Сухова, прошло торжественное открытие памятного мемориала, установленного при содействии Дмитрия Сивиркина перед вратами храма Рождества Христова села Царевщина, в котором его прадед более семи лет служил настоятелем.

## Законотворческая деятельность
В марте 2012 года внес в Самарскую губернскую Думу законопроект о запрете пропаганды гомосексуальности, бисексуальности, трансгендерности среди несовершеннолетних. Закон был принят одним из первых в стране и способствовал принятию соответствующего закона на федеральном уровне.
В 2013–2014 гг. Д.В. Сивиркиным разработан и принят на заседании Самарской губернской думы проект Федерального Закона об исключении абортов без медицинских показаний из системы обязательного медицинского страхования. Законопроект был поддержан Святейшим Патриархом Московским и всея Руси Кириллом.

## Другие известные инициативы
В январе 2012 года внес на рассмотрение Самарской губернской думы предложение о сносе памятника Ленину на Площади Революции в Самаре. После рассмотрения предложение принято не было.
В марте 2012 года внес в Самарскую губернскую Думу законопроект о запрете пропаганды гомосексуальности, бисексуальности, трансгендерности среди несовершеннолетних, комментируя это следующим образом: «Не может от брака двух педерастов родиться новый гражданин России». В июне закон был принят.
В октябре 2012 года вышел с инициативой направить обращение в Госдуму и правительство страны с требованием удалить из кремлёвской стены прах революционерки времен Октябрьской революции, участницы «красного террора» в Крыму Розалии Залкинд (партийная кличка «Землячка»), утверждая, что она является прабабушкой координатора Левого Фронта Сергея Удальцова.
В апреле 2013 года по инициативе депутата Сивиркина было освящено здание Самарской губернской думы.
В июне 2013 года опубликовал статью, в которой осудил выступление немецкой группы Rammstein на фестивале Рок над Волгой (который в тот год посетило 690 000 человек). В частности, он уверял, что текст «Du hast», «является грубым издевательством над таинством венчания в церкви», а в супружеская клятва в песне «кощунственно звучит, как „Будешь ли ты ей верен до смерти вагины (влагалища)“».
В июле 2015 года по инициативе депутата площадь им. Урицкого в Самаре была переименована в Крымскую.

## Творчество

### Песни
Всероссийскую известность приобрела песня на стихи Дмитрия Сивиркина «Русский партизан» (автор музыки и исполнитель Илья Литвак). Премьера     видеоклипа состоялась на канале «Россия-1» в программе «Поединок» и в документальном фильме Никиты Михалкова «Чужая земля».
В соавторстве с Ильей Литваком также были записаны песни «Брате милый», «Русская земля» и «Варяг».